# In corpore sano
In corpore sano (wym. [ɪŋ ˈkɔrpɔrɛ ˈsaːnoː], pol. W zdrowym ciele) – singel serbskiej piosenkarki Konstrakty, wydany 11 lutego 2022 nakładem wytwórni PGP-RTS, jako część trylogii Triptih. Piosenkę skomponowali Ana Đurić i Milovan Bošković. Utwór reprezentował Serbię w 66. Konkursie Piosenki Eurowizji w Turynie (2022).

## Tło
Konstrakta zgłosiła się do serbskich preselekcji do 66. Konkursu Piosenki Eurowizji Pesma za Evroviziju ’22 w celu promocji swojego projektu Triptih, który składa się z trzech utworów: „Nobl”, „In corpore sano” i „Mekano”. Według artystki, powodem wybrania „In corpore sano” do konkurowania w preselekcjach był fakt, że piosenka spełniała ich warunki. Zdradziła również, że to nie ona zgłosiła piosenkę do konkursu. 
Piosenkarka zyskała ogromną popularność po występie w pierwszym półfinale Pesma za Evroviziju ’22. Jej awangardowe piosenki i występy były określane jako satyra, ironia lub krytyka serbskiego systemu opieki zdrowotnej, środków masowego przekazu czy pandemii COVID-19 w kontekście odwracania uwagi  od znaczenia zdrowia psychicznego. 
Finał selekcji odbył się 5 marca 2022 roku i zawierał osiemnaście zakwalifikowanych piosenek, a zwycięzca został wyłoniony w wyniku kombinacji 50/50 głosów jury i serbskiej publiczności. „In corpore sano” zwyciężyło zarówno w głosowaniu jury, jak i w głosowaniu publiczności, wygrywając tym samym finał z maksymalną liczbą 24 punktów oraz pokonując główne faworytki: Sarę Jo oraz Zorję. 
Triptih ukazał się 28 lutego 2022 roku. Jest to 12-minutowy teledysk zawierający wszystkie trzy utwory. Jego koncepcję stworzyła sama wokalistka wraz z Aną Rodić i jej reżyserką Mają Uzelac. Teledysk i piosenki ilustrują współczesne życie w Serbii.

## Kompozycja liryczna
Piosenka zaczyna się od refleksji nad „sekretem zdrowych włosów Meghan Markle” i sugeruje „głębokie nawilżenie”, zanim przejdzie do opisu w ironicznym tonie różnych schorzeń, których objawy sprawiają, że skóra i włosy są „brzydkie”. Artystka hipnotycznie skanduje, iż musi być zdrowa („Umetnica mora biti zdrava!”). Drugi wers kompozycji opisuje jej spacery z psem i wyraża zaufanie, że jej serce i autonomiczny układ nerwowy samodzielnie zadbają o jej zdrowie. Dalej pada fraza: „Bože zdravlja!” (pol. Bóg daj zdrowie!) oraz fragment zainspirowany cytatem Juwenalisa „Orandum est ut sit mens sana in corpore sano” (pol. Powinieneś modlić się o zdrowy umysł w zdrowym ciele). Trzeci werset zaczyna się od stwierdzenia „Nemam knjižicu” (pol. Nie jestem ubezpieczona), które odnosi się do faktu, że serbski system opieki zdrowotnej nie zapewnia artystom bezpłatnej opieki zdrowotnej. Outro, śpiewane po łacinie, przedstawia pogarszający się stan umysłu, zastępując przymiotniki w oryginalnym łacińskim powiedzeniu „Zdrowy umysł w zdrowym ciele” na „Słaby umysł / smutna dusza / zdesperowany umysł / przerażony umysł w zdrowym ciele”. Piosenka kończy się retorycznym pytaniem „I šta ćemo sad?” (pol. I co teraz możemy zrobić?).

### Interpretacje
„In corpore sano” ma wiele treści towarzyszących, pod hasłem „stosunek do zdrowia”. Nie mogę omówić wszystkiego, ale wyróżniam postawę, która przechodzi od „trzeba” do „może”. Z jednej strony żyjemy w atmosferze [strachu], w której zdrowie jest reprezentowane jako wartość życiowa, która wymaga ogromnych wydatków. O zdrowiu mówi się jako o czymś, co jest w pełni pod naszą kontrolą, tylko jeśli robimy to, kupujemy tamto, podążamy za nowym trendem, słuchamy tego… Trzeba być zdrowym. To presja, która pozostawia nas w strachu. Z drugiej strony możliwe jest osiągnięcie zdroworozsądkowej postawy, w której zdrowie jest w pewnym stopniu pod naszą kontrolą i w związku z czym choroba i ostatecznie śmierć są akceptowane z mniejszym strachem. A systematyczne wsparcie jest nikłe, niestety, zarówno w służbie zdrowia, jak i w systemie edukacji. Opieka zdrowotna staje się coraz bardziej niedostępna i kosztowna... I tak dalej.

Początkowo uważano, że utwór jest hołdem dla Miroslava Ničića, gitarzysty zespołu Zemlja gruva!, którego członkinią była Konstrakta. Jako artysta nie miał on ubezpieczenia zdrowotnego, a następnie zmarł na białaczkę. Konstrakta zaprzeczyła, twierdząc, że piosenka ma wiele warstw i znaczeń innych niż zdrowie i że jest otwarta na interpretację. Poproszona przez o wyjaśnienie odniesienia do Meghan Markle, w tajemniczy sposób odpowiedziała, że zdecydowała się wspomnieć imię Markle, ponieważ „gazety mówią, że ma piękne włosy… Nawet piękniejsze niż włosy Katarzyny Middleton, nie okłamujmy się. Kate ma piękne kapelusze, a Meghan ma piękne włosy. Meghan również jest na wygnaniu, a my wspieramy wygnanych ludzi”. Serbski portal Glossy stwierdził, że „In corpore sano” odnosi się do nacisków, jakie są wywierane na kobiety, by dbały o swoją urodę - artystek dotyka to w szczególności. Ponadto twierdził, że znaczenie pierwszego wersetu to autodiagnoza, do której artyści są zmuszeni, ponieważ nie mają ubezpieczenia zdrowotnego, o co wyższa klasa społeczeństwa nie musi się martwić, co ich zdaniem wyjaśnia wspomniane imię Meghan Markle. Mycie rąk i łacińskie outro są wyjaśnione jako odniesienie odpowiednio do pandemii COVID-19 i zdrowia psychicznego. Optymizm drugiej zwrotki i nagłe zakończenie utworu, po którym następuje retoryczne pytanie, tłumaczono rozluźnieniem myśli i zaufaniem Bogu w kwestii swojego zdrowia. Tena Šarčević z chorwackiego portalu Glazba.hr uważa, że piosenka mówi o niedostatecznych zarobkach artystów, co pozostawia ślad na ich zdrowiu fizycznym i psychicznym. Oliver Rainbird z Wiwibloggs powiązał odniesienie do zdrowych włosów Meghan Markle i łacińskie zakończenie z mediami, zakładając, że artyści są zdrowi, o ile dobrze wyglądają, a jednocześnie całkowicie zaniedbują zdrowie psychiczne.

## Odbiór krytyków
Tena Šarčević z Glazba.hr określiła piosenkę jako „absolutne arcydzieło”, twierdząc, że „wywołuje potężne społeczne i polityczne przesłanie na tak wielu poziomach, a jednocześnie jest cudownie zabawna”. Hrvoje Horvat z Večernji list uznał, że piosenka jest humorystyczna i w konwencji stylistycznej kamp, stwierdzając, że wierzy w jej sukces w Turynie. Pisząc dla Ravno Do Dna, Zoran Stajčić określił „In corpore sano” jako „dokładny przykład tego, jak należy tworzyć przemyślany pop”, dodając, że: „To nie jest idiotyczna degradacja, ale przede wszystkim inteligencja i oryginalność, a następnie umiejętność jego kształtowania i prezentowania. To ciekawy pomysł”. Edo Plovanić z Muzika.hr uznał, że „to dobra rzecz dla [byłej jugosłowiańskiej] muzyki regionalnej”, że wygrywa autentyczność, nieoczekiwaność i pragnienie czegoś nowego. Jack Royston z Newsweeka określił piosenkę jako „dziwaczny pop”.

## Lista utworów
- Digital download[16]

1. „In corpore sano” – 2:59

## Notowania
| Kraj      | Notowanie (2022)        | Najwyższa pozycja |
| --------- | ----------------------- | ----------------- |
| Chorwacja | Billboard Croatia Songs | 1                 |
| Grecja    | IFPI Greece             | 80                |
| Holandia  | Single Tip              | 19                |
| Islandia  | Tónlistinn              | 15                |
| Litwa     | Singlų Top 100          | 11                |
| Serbia    | Radiomonitor            | 7                 |
| Szwecja   | Sverigetopplistan       | 63                |